# Signatur (E-Mails und Postings)

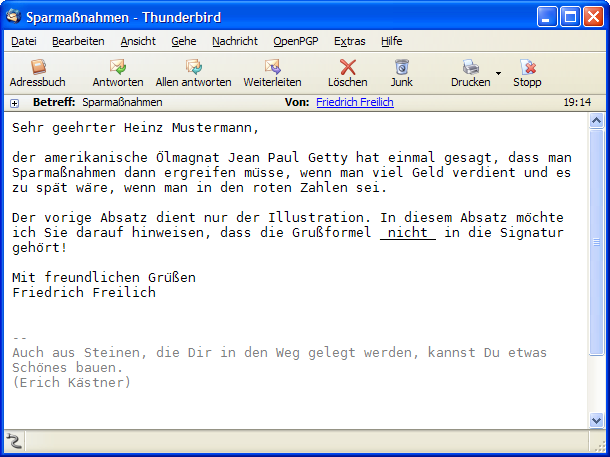
Mozilla Thunderbird stellt Signaturen hellgrau dar

Als Signatur wird ein Textabschnitt bezeichnet, der häufig am Ende von E-Mails, Usenet-Postings oder Beiträgen in Internetforen steht und Angaben zum Absender enthält.

## Hintergrund
Die Verwendung von Signaturen im Usenet geht auf den Umstand zurück, dass aus dem Header eines Beitrags nicht immer der Absender hervorging. So wurde die Kopfzeile für Name und E-Mail-Adresse des Absenders („From:“) erst im Jahr 1983 durch den RFC 850 eingeführt. Auch war es möglich, dass einzelne Kopfzeilen von E-Mails oder Usenet-Postings auf dem Transportweg abgetrennt wurden. Um dem Leser auf einfache Weise deutlich zu machen, von wem eine Nachricht stammt, hat es sich deswegen durchgesetzt, am Ende der Nachricht Kontaktinformationen einzufügen.
Die Angabe des vollständigen Namens des Absenders in der Signatur hat auch heute noch ihre Daseinsberechtigung, denn gemäß RFC 822 sind lediglich 7-Bit-ASCII-Zeichen im Header erlaubt. 8-Bit-Sonderzeichen müssen kodiert werden. Namen mit deutschen Umlauten können dabei verstümmelt werden, was dazu führt, dass der Empfänger den Namen im From-Feld nicht lesen kann. Aus diesem Grund sollte für die Absender-Angabe im From-Feld eine Umschrift benutzt werden (beispielsweise „Andre Mueller“ statt „André Müller“). Wird die E-Mail anschließend mit einer Grußformel abgeschlossen, in der nicht der Name des Absenders benutzt wird – beispielsweise „Dein André“ (im Body-Text können Sonderzeichen benutzt werden, wenn dies im Header angegeben wurde, siehe Multipurpose Internet Mail Extensions) –, erlangt der Empfänger keine Information über die korrekte Schreibweise des Namens des Absenders. Durch die Angabe des Namens in der Signatur wird dem entgegengewirkt, ohne dass die Grußformel dadurch an persönlichem Charakter verliert. Die Beschränkung auf 7-Bit ist seit Einführung von MIME Part 3 allerdings weitestgehend hinfällig, da aktuelle E-Mail-Programme Umlaute auch im Header decodieren können.
Signaturen in Internetforen unterscheiden sich wesentlich von denen in E-Mails und Usenet-Postings. Die beiden letztgenannten Nachrichten beinhalten die Signatur des Benutzers, wie sie zum Zeitpunkt des Sendens von ihm erstellt worden ist. Änderungen an der lokal gespeicherten Signatur, die Teil der Nachricht wird, so als wäre sie beim Erstellen der Nachricht händisch eingegeben worden, wirken sich nur auf zukünftige Nachrichten aus. In den meisten Internetforen wird die Signatur vom Benutzer über die Profil-Einstellungen auf dem Server gespeichert. Wird ein beliebiger Beitrag des Benutzers dargestellt, wird stets die aktuelle Version der Signatur unterhalb des Beitrags angezeigt. Die Forensoftware speichert also nicht zusammen mit dem geschriebenen Beitrag auch die zum Zeitpunkt aktuelle Signatur, sondern lediglich den Nachrichtentext. Der Inhalt der Signatur ist damit nicht integraler Bestandteil des Beitrags.

## Form
Die früher übliche Beschränkung der Länge der Signatur auf vier Zeilen à 80 Zeichen ist heute nur noch selten üblich. Sie wurde mit den hohen Verbindungskosten und den niedrigen Übertragungsraten begründet.
Etablierte Konvention ist, eine Signatur durch einen Signaturtrenner vom Nachrichtentext abzutrennen. Dieser besteht aus einer Zeile, die nur die Zeichenfolge „-- “ (zwei Bindestriche und ein Leerzeichen) enthält. Dadurch ermöglicht man es den meisten E-Mail-Programmen und Newsreadern, eine Signatur automatisch zu erkennen, ggf. farblich abzutrennen bzw. anders darzustellen (siehe Bild) und beim Antworten nicht zu zitieren.
Beispiel für eine Signatur:
```
Hallo,
das ist ein Beispieltext, um Signaturen zu demonstrieren.
Viele Grüße
Max
-- 
Maren und Max Mustermann
Musterstr. 8, 12345 Musterstadt, Deutschland
Tel.: +49 333 88888, Fax: +49 333 88999
Web: www.example.com E-Mail: mustermann@example.com
```

## Abgrenzung zur elektronischen Signatur
Die hier beschriebene Signatur in E-Mails ist nicht zu verwechseln mit und unabhängig von einer elektronischen Signatur; sie hat mit dieser nichts zu tun.

## Rechtslage in Deutschland
Pflichtangaben laut dem Gesetz über elektronische Handels- und Genossenschaftsregister:
- Bezeichnung der Firma
- Ort der Handelsniederlassung
- Registergericht
- Handelsregisternummer
- Geschäftsführer
- Vorstandsmitglieder
- Aufsichtsratsvorsitzender

## Andere Verwendungszwecke

### Taglines und ASCII-Art
Eine besondere Art von Signaturen sind die früher häufig in Mailboxen verwendeten Taglines. Hier war es üblich, an seine Echomail einen kurzen Spruch, einen einzeiligen Witz oder einen Satz mit einer Lebensweisheit anzuhängen. Vor diesem Hintergrund werden solche kurzen Sprüche auch heute noch Taglines genannt, auch wenn sie beispielsweise in E-Mails oder Foren Verwendung finden. (Siehe auch Fortune.)
Neben dem Verbreiten von Kontaktinformationen und Taglines wird die Signatur auch häufig zur Darstellung von ASCII-Art verwendet.

### Signatur-Programme
Die Signaturen von Programmierern enthalten manchmal den Quelltext eines kleinen Computerprogramms, zum Beispiel ein „JAPH“. Umgekehrt werden kurze Programme, deren Quelltext in einer Signatur Platz finden würde, gelegentlich als „Signatur-Programme“ bezeichnet, auch wenn sie niemals Bestandteil einer Signatur waren. Das folgende Beispiel (Quelle siehe Weblinks) enthält – neben den in einer Signatur üblichen Inhalten – den Quelltext (hier grün eingefärbt) eines Programmes in der Programmiersprache C, das Primzahlen berechnet:
```
main(x,y
/* Patrik Lundin |       xxxxxx@xxxx.xxxx.xx         */
){for(;x++;)

for(y=2
/*  Docentv. 28   |        xxxxxxx@xx.xxxx.xx        */
;x%y;)printf(

++y/x+
/*   977 52 Luleaa | 
http://www.ludd.luth.se/~lundin
 */
"\0%d\n",x);}
```